# Famille de Maillard
Pour les articles homonymes, voir Maillard.
La famille de Maillard (ou Mailhard de La Faye) est une famille subsistante de la noblesse française, originaire du Périgord maintenue noble en 1668 sur preuves de 1567. Elle donna entre autres les branches de Lafaye (éteinte) et de La Combe.

## Histoire
Dans sa notice généalogie sur la famille de Maillard dans Essais généalogiques périgourdins, Aymard de Saint-Saud écrit que l'origine des Maillard est impossible à préciser mais que des notes du chartrier de la famille disent qu'elle est originaire de Bretagne et que Laurent de Maillard, issu de la noble maison de Lanouemaillard, était seigneur de la Vauxpitou, à 5 lieues de Rennes et avait comme frère cadet Rolland qui vint s’établir au Puy-de-Magnac (Charente) vers la fin du XIVe siècle dont la postérité conserva le fief jusqu'en 1559. Il ajoute qu'une note du  début du XIXe siècle provenant du château de la Faye, indique par une supposition gratuite une parenté avec une famille du même nom des environs de Nantes.
Gontran du Mas des Bourboux  écrit lui aussi que des notes de cette famille rapportent qu'elle serait issue de Bretagne au XIIIe siècle et serait venue s'installer en limite du Périgord et de l'Angoumois au XIVe siècle. 
Lors des grandes recherches de noblesse débutées en 1666 un jugement de condamnation pour usurpation de noblesse précéda, en 1667, un jugement de confirmation de noblesse d'extraction, rendu le 5 mai 1668 en faveur de Jean de Maillard seigneur de Lacombe, de la Sauguye et de Nenchères. 
Gontran du Mas des Bourboux écrit à ce sujet : « D'abord condamnés ils furent maintenus dans leur noblesse d'extraction le 5 mai 1668. En fait, l'affaire ne fut achevée que lors de la seconde recherche de noblesse au cours de laquelle, le 12 mars 1704, Guy-Raymond de Maillard reçut de l'intendant de Guyenne, une décharge. Auparavant, le 14 juin 1702, il avait été convoqué au ban de la noblesse du Périgord.». Cet auteur fait remonter la noblesse de cette famille à l'année 1486. Il ajoute que l'un des membres de la branche cadette, subsistante de nos jours, a exercé la charge de procureur de Nontron et un autre celle de maître de forges, ce qui pourrait peut-être expliquer la condamnation.
Régis Valette écrit que la famille de Maillard est une famille du Périgord de noblesse d'extraction sur preuves de 1567.

## Branches
La famille de Maillard se divisa en deux branches principales : la branche de Maillard de Lafaye dite « marquis  de Lafaye » qui s'est éteinte en 1920 en la personne d'Edmond de Maillard de La Faye et la branche de Maillard de Lacombe (ou de La Combe) dite à partir du XIXe siècle « comte de Maillard de Lacombe » et « comte de Maillard de Taillefer ». Une autre branche dite de Maillard de Marafy s'est éteinte en 1903.

## Personnalités
- Jean de Maillard, écuyer, seigneur de La Vocarie puis de La Faye et de La Sauguie, commandant colonel des gens-de-pieds de la ville d'Angoulême, il teste en 1560[5],[2] ;
- Honorable homme monsieur maître Dauphin de Maillard, procureur du roi de Navarre dans la châtellenie de Nontron[5],[2] (seconde moitié du XVIe siècle) ;
- Jean de Mailhard, nommé conseiller au présidial de Guyenne en 1598[9] ;
- Jean de Maillars, chevalier de l'Ordre de Saint-Michel (fin du XVIe siècle)[9] ;
- Jean de Maillard, écuyer, seigneur de la Combe, maître de forges (XVIIe siècle)[2] ;
- Hélie de Maillard ( -1700), seigneur de Lascaud, officier de dragons ;
- Jean de Maillard, écuyer, seigneur de Lafaye, nommé en 1652 capitaine-gouverneur du château de Mareuil ;
- François de Maillard, né en 1733, officier de carabiniers, chevalier de l'ordre de Malte, et chevalier de l'Ordre de Saint-Louis [9];
- Pierre de Maillard, Seigneur de la Malignie, né en 1737, capitaine au régiment de Bresse ;
- Pierre de Maillard (1734-1786), seigneur de la Combe, Lenchères, Lascaux et en partie de la paroisse de Beaussac. Garde du corps du Roi dans la 1e Compagnie française des gardes du corps du roi de 1755 à 1764, chevalier de l’ordre royal et militaire de Saint-Louis. Il teste à La Combe le 20 octobre 1786 ;
- Pierre de Maillard( -1789), chevalier de Lacombe, chevalier de l'ordre royal et militaire de Saint-Louis. Il est reçu en 1736 aux gardes du corps du Roi où il est porte-étendard. Il se retire en 1763 et habite le château de Dosnon.
- Charles-François de Maillard, dit marquis de Lafaye, lieutenant-colonel au régiment d'infanterie de Bresse. S’étant porté à la tête des volontaires royaux de la Nizonne en 1814 et chef du canton de Mareuil de la Garde royale du Périgord, il reçut la décoration du Lys[9];
- Pierre-Charles de Maillard dit Monsieur de Piacaud, né en 1765, officier et volontaire de la Garde royale du Périgord en 1812 sous les ordres de son frère Charles-François de Maillard.
- Thibaud de Maillard, dit Monsieur de La Mitonie, né en 1766, lieutenant-colonel d'infanterie au régiment de Bresse, volontaire de la Garde royale du Périgord en 1812 sous les ordre de son frère Charles-François de Maillard, décoré des croix de Saint-Louis et de la Légion d'honneur[9];
- Jean de Maillard (1800-1860), garde du corps du Roi Louis XVIII de 1816 à 1827 dans la 2e compagnie française des gardes du corps du Roi, il reçut la décoration du Lys.
- Edmond de Maillard-Lafaye, conseiller général de la Dordogne et maire de Saint-Sulpice-de-Mareuil (seconde moitié du XIXe siècle)[5] ;
- Albéric René de Maillard de Lacombe, capitaine au 116e régiment d'infanterie, mort au combat en Belgique le 22 août 1914[9]. Son frère Thibaud de Maillard, soldat au 107e régiment d'infanterie meurt pour la France le 8 septembre 1914.
- Marie-Élisabeth de Maillard (née en 1885) dame d’honneur de la princesse Geneviève d'Orléans[9] ;
- Jean de Maillard (1951), magistrat.

## Possessions

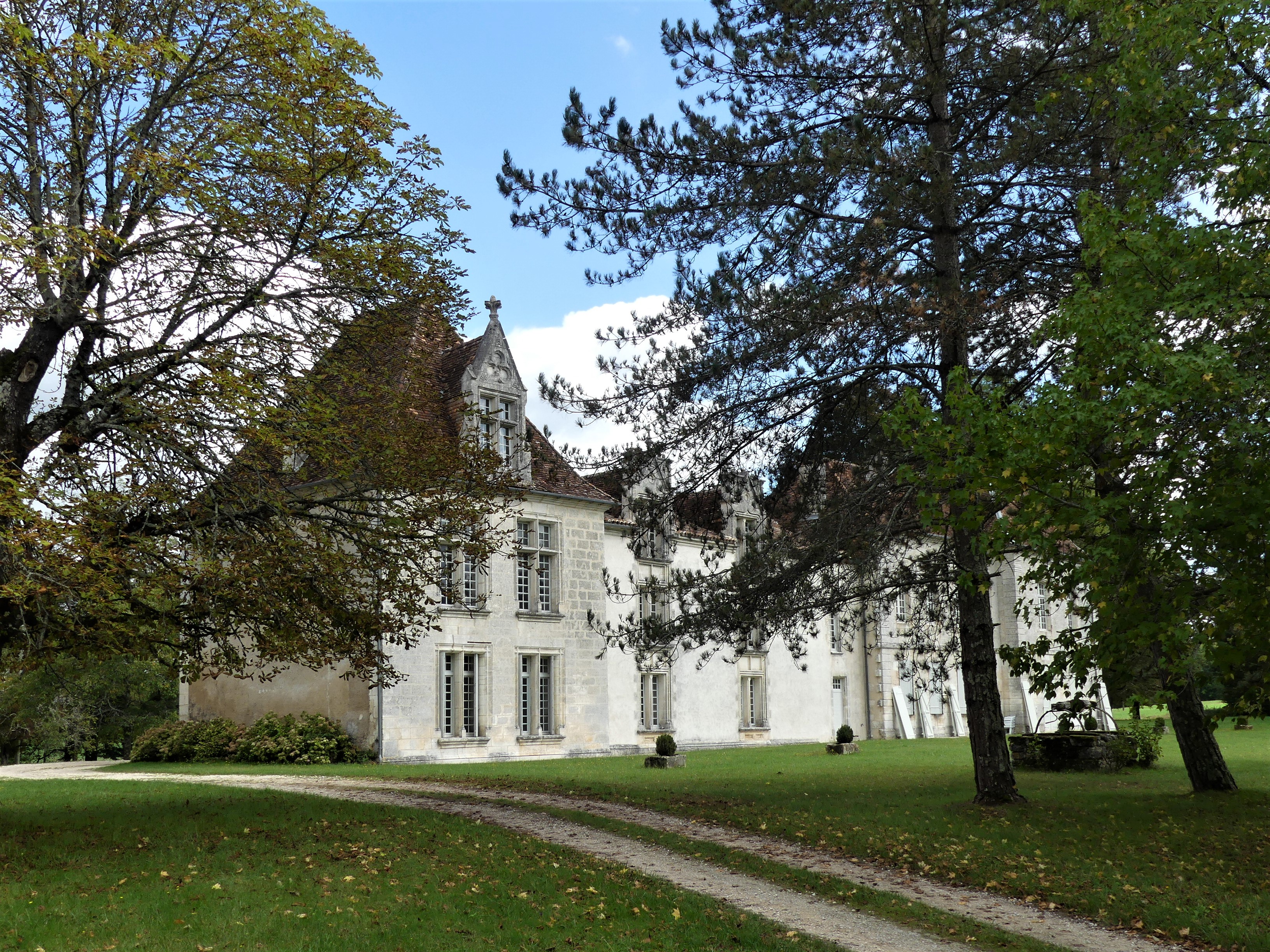
Château de la Faye en Saint-Sulpice-de-Mareuil

Les Maillard furent seigneurs ou sieurs de Beaussac, Bonrecueuil, Lacombe (en Beaussac), Lafaye (en Saint-Sulpice-de-Mareuil), Marafy, Nenchères, Piacaud.

## Armoiries
D'argent à trois pommes de pin d'azur,,
L'armorial de la noblesse du Périgord parle aussi D'azur à trois pommes de pin d'or,.

## Devise
« Fidèle quand même »

## Alliances
Les principales alliances de la famille de Maillard  sont: de Puyzilhon (1486), de Roysson (1518), Jay de Beaufort (1555), Roux (1596), de Camain (1634), de Vassoigne (1683), de Galard-Béarn (1724 et 1757), de Chancel de la Chalupie (1791), de Tessières (1834), de Laulanié de Sainte-Croix (1872) (branche de Lafaye), Moreaux de Servanches (1786), de Salignac de Combaronnie (1821) (branche de Marafy), de La Croix (1564 ou 1566), de Malet de La Jorie (1606), de Fayard (1634), de Pindray (1715), de Lageard (1668), de Reynier (1696), de Conan (1730), Moreau de Villejalet (1771), Moreau de Montcheuil (1799), de Tryon (1835), de Nanclas (1840), de Labroue de Vareilles (1839), de Barbarin (1867), Estourneau de Latouche (1868), de Larmandie (1873 et 1875), de Money d'Ordières (1875), de Taillefer (1895), Pighetti de Rivasso (1898),  Rothé (1907), Peffault de Laour (1910),  Fouché de Corn (1910), de Montrognon de Salvert (1920) Ofalibourg (1928), de Riverieulx de Varax (1928) (branche de Lacombe).

## Pour approfondir